# Venturi (automerk)

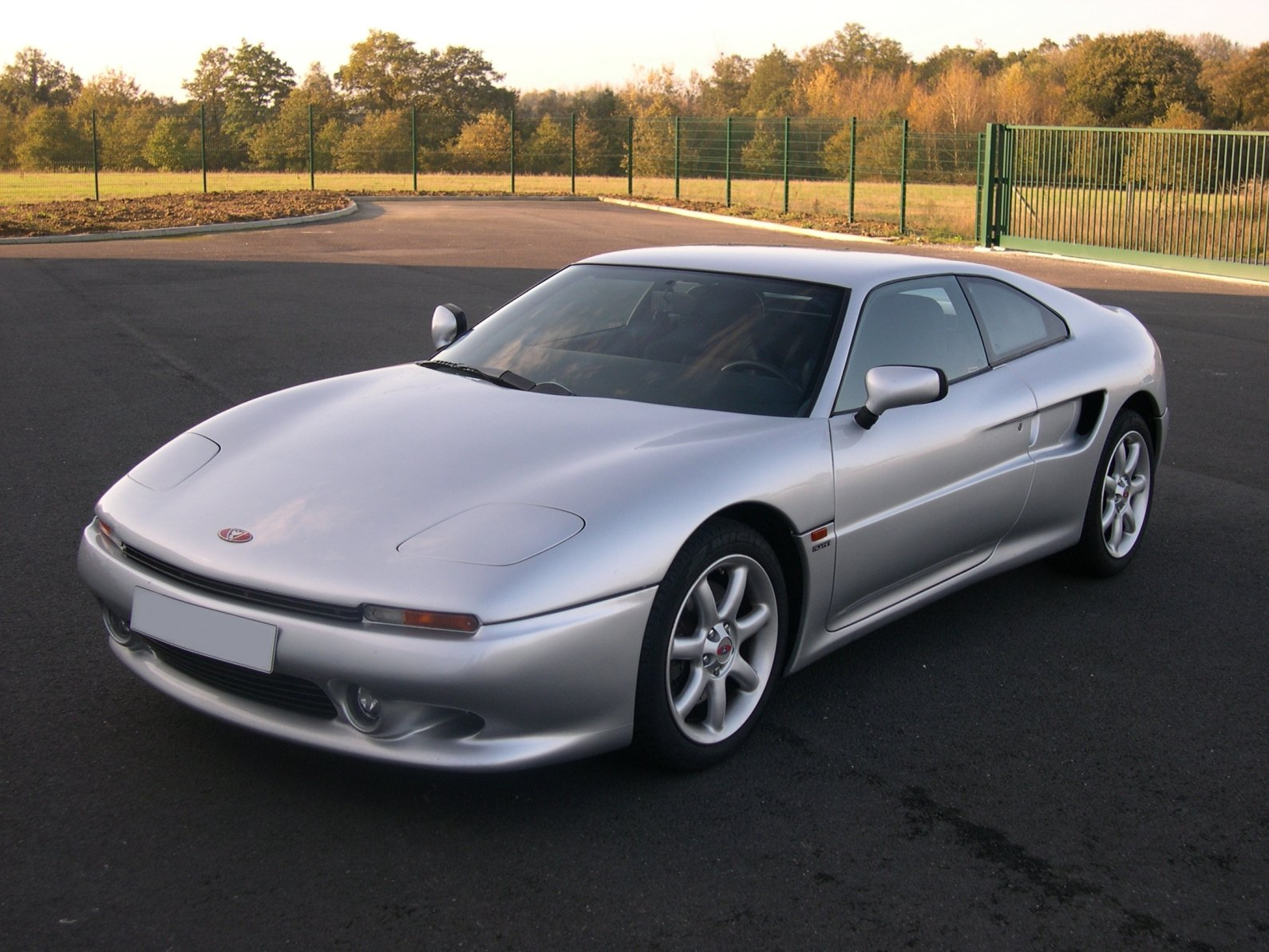
Venturi 300 Atlantique

Venturi was een van twee automerken uit Monaco (het andere is MCA). Het vervaardigde sportwagens. Bekende modellen zijn MVS, Transcup, Coupé Atlantique, en Fétish. In 2015 maakte het merk bekend de productie van auto's definitief stil te leggen.
Venturi deed tevens mee aan één Formule 1-seizoen in 1992 en behaalde 1 punt in de GP van Monaco.
Een van de modellen  werd getuned door het Duitse Elia, daarnaast tuner van onder andere Renault en Nissan.